# Mathis Bolly
Mathis Gazoa Kippersund Bolly (Oslo, 14 novembre 1990) è un calciatore norvegese naturalizzato ivoriano, centrocampista svincolato.

## Biografia
Bolly è nato da padre ivoriano e da madre norvegese.

## Caratteristiche tecniche
È un calciatore estremamente veloce, che ai tempi del Lillestrøm era in grado di correre i 40 metri in 4,53 secondi. È inoltre dotato di un buon controllo di palla. Può giocare indifferentemente da esterno destro o ala destra.

## Carriera

### Club
Bolly iniziò la carriera nelle giovanili dello Holmlia. Passò successivamente al Lillestrøm, squadra per cui debuttò ufficialmente il 1º settembre 2008: subentrò infatti a Karim Essediri nel pareggio per 1-1 contro lo Stabæk. Il 3 ottobre 2010 segnò la prima rete nella massima divisione norvegese, permettendo al Lillestrøm di imporsi per 0-1 in casa del Sandefjord. Bolly non riuscì mai ad imporsi come un giocatore chiave al Lillestrøm, secondo l'ex allenatore Henning Berg anche per via dei molteplici infortuni subiti. Il campionato 2012 fu il migliore tra quelli che disputò nel club e fu condito da 4 gol e 4 assist.
Il 2 gennaio 2013, si trasferì ai tedeschi del Fortuna Düsseldorf, firmando un contratto della durata di tre anni e mezzo.
Il 19 febbraio 2019 ha firmato un accordo annuale con il Molde, tornando pertanto in Norvegia.
Il 19 agosto 2021 è stato ceduto in prestito allo Stabæk.
Il 6 settembre 2023 è tornato al Lillestrøm, con un accordo valido fino al termine della stagione. Svincolato alla scadenza del contratto, in data 4 gennaio 2024 lo stesso Lillestrøm ha annunciato ufficialmente di essere in trattativa per un rinnovo. Il 28 gennaio, il club ha ufficializzato il rinnovo del contratto di Bolly per un'altra stagione.

### Nazionale
Bolly debuttò per la Norvegia under 19 in data 9 febbraio 2009, nel successo per 1-3 contro la Svezia under 19, sostituendo a partita in corso Kristian Brix. Il 7 maggio 2013, fu incluso nella lista provvisoria consegnata all'UEFA dal commissario tecnico Tor Ole Skullerud in vista del campionato europeo Under-21 2013. Rifiutò però un'eventuale convocazione, scegliendo di vestire la maglia della Costa d'Avorio. Il 16 maggio, allora, fu incluso nella lista dei giocatori scelti dalla Nazionale africana per affrontare le sfide di qualificazione al campionato del mondo 2014 contro Gambia e Tanzania.

## Statistiche

### Presenze e reti nei club
Statistiche aggiornate al 10 gennaio 2024.
| Stagione                  | Club                      | Campionato                | Campionato | Campionato | Coppe nazionali | Coppe nazionali | Coppe nazionali | Coppe continentali | Coppe continentali | Coppe continentali | Supercoppe | Supercoppe | Supercoppe | Totale | Totale |
| Stagione                  | Club                      | Comp                      | Pres       | Reti       | Comp            | Pres            | Reti            | Comp               | Pres               | Reti               | Comp       | Pres       | Reti       | Pres   | Reti   |
| ------------------------- | ------------------------- | ------------------------- | ---------- | ---------- | --------------- | --------------- | --------------- | ------------------ | ------------------ | ------------------ | ---------- | ---------- | ---------- | ------ | ------ |
| 2008                      | Lillestrøm                | ES                        | 2          | 0          | CN              | 0               | 0               | -                  | -                  | -                  | -          | -          | -          | 0      | 0      |
| 2009                      | Lillestrøm                | ES                        | 10         | 0          | CN              | 2               | 0               | -                  | -                  | -                  | -          | -          | -          | 12     | 0      |
| 2010                      | Lillestrøm                | ES                        | 8          | 1          | CN              | 0               | 0               | -                  | -                  | -                  | -          | -          | -          | 8      | 1      |
| 2011                      | Lillestrøm                | ES                        | 16         | 2          | CN              | 0               | 0               | -                  | -                  | -                  | -          | -          | -          | 16     | 2      |
| 2012                      | Lillestrøm                | ES                        | 24         | 4          | CN              | 4               | 0               | -                  | -                  | -                  | -          | -          | -          | 28     | 4      |
| gen.-giu. 2013            | Fortuna Düsseldorf        | BL                        | 7          | 2          | CG              | -               | -               | -                  | -                  | -                  | -          | -          | -          | 7      | 2      |
| 2013-2014                 | Fortuna Düsseldorf        | 2L                        | 14         | 1          | CG              | 1               | 0               | -                  | -                  | -                  | -          | -          | -          | 15     | 1      |
| 2014-2015                 | Fortuna Düsseldorf        | 2L                        | 11         | 1          | CG              | 1               | 0               | -                  | -                  | -                  | -          | -          | -          | 12     | 1      |
| 2015-2016                 | Fortuna Düsseldorf        | 2L                        | 18         | 2          | CG              | 1               | 0               | -                  | -                  | -                  | -          | -          | -          | 19     | 2      |
| Totale Fortuna Düsseldorf | Totale Fortuna Düsseldorf | Totale Fortuna Düsseldorf | 50         | 6          |                 | 3               | 0               |                    | -                  | -                  |            | -          | -          | 53     | 6      |
| 2016-2017                 | Greuther Fürth            | 2L                        | 16         | 1          | CG              | 1               | 0               | -                  | -                  | -                  | -          | -          | -          | 17     | 1      |
| 2017-2018                 | Greuther Fürth            | 2L                        | 0          | 0          | CG              | 0               | 0               | -                  | -                  | -                  | -          | -          | -          | 0      | 0      |
| Totale Greuther Fürth     | Totale Greuther Fürth     | Totale Greuther Fürth     | 16         | 1          |                 | 1               | 0               |                    | -                  | -                  |            | -          | -          | 17     | 1      |
| 2019                      | Molde                     | ES                        | 13         | 3          | CN              | 0               | 0               | UEL                | 6                  | 2                  | -          | -          | -          | 19     | 5      |
| 2020                      | Molde                     | ES                        | 14         | 1          | -               | -               | -               | UCL+UEL            | 2+8                | 0+0                | -          | -          | -          | 24     | 1      |
| gen.-ago. 2021            | Molde                     | ES                        | 8          | 0          | CN              | 0               | 0               | UECL               | 1                  | 0                  | -          | -          | -          | 9      | 0      |
| ago.-dic. 2021            | Stabæk                    | ES                        | 15         | 3          | CN              | 1               | 0               | -                  | -                  | -                  | -          | -          | -          | 16     | 3      |
| 2022                      | Molde                     | ES                        | 9          | 0          | CN              | 3               | 0               | UECL               | 3                  | 0                  | -          | -          | -          | 15     | 0      |
| Totale Molde              | Totale Molde              | Totale Molde              | 44         | 4          |                 | 3               | 0               |                    | 20                 | 2                  |            | -          | -          | 67     | 6      |
| set.-dic. 2023            | Lillestrøm                | ES                        | 9          | 1          | CN              | -               | -               | -                  | -                  | -                  | -          | -          | -          | 9      | 1      |
| 2024                      | Lillestrøm                | ES                        | 0          | 0          | CN              | 0               | 0               | -                  | -                  | -                  | -          | -          | -          | 0      | 0      |
| Totale Lillestrøm         | Totale Lillestrøm         | Totale Lillestrøm         | 69         | 8          |                 | 6               | 0               |                    | -                  | -                  |            | -          | -          | 75     | 8      |
| Totale                    | Totale                    | Totale                    | 209        | 34         |                 | 12              | 0               |                    | 20                 | 2                  |            | -          | -          | 241    | 36     |

### Cronologia presenze e reti in nazionale
| Cronologia completa delle presenze e delle reti in nazionale ― Costa d'Avorio | Cronologia completa delle presenze e delle reti in nazionale ― Costa d'Avorio | Cronologia completa delle presenze e delle reti in nazionale ― Costa d'Avorio | Cronologia completa delle presenze e delle reti in nazionale ― Costa d'Avorio | Cronologia completa delle presenze e delle reti in nazionale ― Costa d'Avorio | Cronologia completa delle presenze e delle reti in nazionale ― Costa d'Avorio | Cronologia completa delle presenze e delle reti in nazionale ― Costa d'Avorio | Cronologia completa delle presenze e delle reti in nazionale ― Costa d'Avorio |
| Data                                                                          | Città                                                                         | In casa                                                                       | Risultato                                                                     | Ospiti                                                                        | Competizione                                                                  | Reti                                                                          | Note                                                                          |
| ----------------------------------------------------------------------------- | ----------------------------------------------------------------------------- | ----------------------------------------------------------------------------- | ----------------------------------------------------------------------------- | ----------------------------------------------------------------------------- | ----------------------------------------------------------------------------- | ----------------------------------------------------------------------------- | ----------------------------------------------------------------------------- |
| 8-6-2013                                                                      | Bakau                                                                         | Gambia                                                                        | 0 – 3                                                                         | Costa d'Avorio                                                                | Qual. Mondiali 2014                                                           | -                                                                             |                                                                               |
| 15-8-2013                                                                     | East Rutherford                                                               | Messico                                                                       | 4 – 1                                                                         | Costa d'Avorio                                                                | Amichevole                                                                    | -                                                                             |                                                                               |
| 31-5-2014                                                                     | Saint Louis                                                                   | Bosnia ed Erzegovina                                                          | 2 – 1                                                                         | Costa d'Avorio                                                                | Amichevole                                                                    | -                                                                             |                                                                               |
| 04-6-2014                                                                     | Frisco                                                                        | El Salvador                                                                   | 1 – 2                                                                         | Costa d'Avorio                                                                | Amichevole                                                                    | -                                                                             |                                                                               |
| 19-6-2014                                                                     | Brasilia                                                                      | Colombia                                                                      | 2 – 1                                                                         | Costa d'Avorio                                                                | Mondiali 2014 - 1º turno                                                      | -                                                                             |                                                                               |
| Totale                                                                        |                                                                               | Presenze                                                                      | 5                                                                             |                                                                               | Reti                                                                          | 0                                                                             |                                                                               |

## Palmarès

### Club

#### Competizioni nazionali
- Campionato norvegese: 2

Molde: 2019, 2022
- Coppa di Norvegia: 1

Molde: 2021-2022